# Rhamnus colmeiroi
Rhamnus colmeiroi är en brakvedsväxtart som beskrevs av D. Rivera Núñez, C. Obón de Castro, C. Selma Fernández. Rhamnus colmeiroi ingår i släktet getaplar, och familjen brakvedsväxter. Inga underarter finns listade i Catalogue of Life.